# Autoroute A29 (France)
Pour les articles homonymes, voir A29.
L'autoroute A29 est une autoroute reliant l'autoroute A13 à hauteur de Beuzeville (près de Deauville) à l'autoroute A26 à hauteur de Saint-Quentin. Elle dessert successivement les villes du Havre et d'Amiens.
D'une longueur totale de 224 km, elle est composée de trois tronçons distincts :
- Beuzeville - Saint-Saëns : 91 km ;
- Saint-Germain-sur-Eaulne - Amiens Ouest : 58 km ;
- Amiens Sud - Saint-Quentin : 75 km.

Les trois tronçons sont entrecoupés par l'autoroute A28 entre Saint-Saëns et Saint-Germain-sur-Eaulne (tronçon commun de 20 km) et l'autoroute A16 au niveau d'Amiens (tronçon commun de 4 km).
Le tracé de cette autoroute emprunte le pont de Normandie et une section de route nationale à 2×2 voies, la N 1029, pour franchir le Grand Canal du Havre sur le territoire de la commune d'Oudalle en Seine-Maritime.
L'autoroute A29 fait partie du Grand contournement de Paris. La section Beuzeville - Saint-Saëns fait aussi partie de la route des Estuaires, qui longe le littoral Nord et Ouest de la France.
Appartenant au réseau des autoroutes du Nord-Est de la France, sa gestion est concédée à la SANEF Paris Normandie pour la section Beuzeville - Saint-Saëns et à la SANEF pour la section Saint-Germain-sur-Eaulne - Saint-Quentin. L'autoroute est ainsi payante sur une grande partie de son parcours, à l'exception du passage sur le Grand Canal du Havre, des abords de l'A28 et du contournement sud d'Amiens. Le pont de Normandie est à péage en système ouvert concédé à la Chambre de commerce et d'industrie Seine Estuaire.
En 2010, l'A29 fait l'objet d'une rénovation sur la partie Le Havre - Saint-Saëns.

## Son parcours
Section concédée à SANEF Paris Normandie, payante et en flux libre.
- Échangeur entre A13 et A29 : Paris, Rouen, Nantes, Caen, Lisieux
  -  Après le péage. Sur l'échangeur.
- Péage de Quetteville (à flux libre ; depuis et vers Caen)
  -  Avant péage.
- 1 Gonneville-sur-Honfleur à 10 km (depuis et vers l'A13) :  Deauville-Normandie
- 2 Deauville - Trouville à 13 km (depuis et vers Saint-Quentin) : Deauville-Trouville,  Deauville-Normandie, Z. A. du Plateau
- Viaduc de la Rivière-Saint-Sauveur
- 3 Honfleur à 17 km : Le Mans, Honfleur, Pont-Audemer
  -  Limitation à 110 km/h
  -   . L'autoroute A29 devient la route nationale RN 1029. Traversée du viaduc de Normandie et du pont de Normandie. Limitation a 90 km/h (La vitesse peut être ajustée par des panneaux, à messages variables, selon la météo.)

Section concédée à CCI Seine Estuaire et payante (sauf entre les sorties 4 et 5).

Passage du département du Calvados à celui du département de Seine-Maritime.
- Pont de Normandie à 2 141 m.
- Péage du pont de Normandie
- 4 Port 1000-3000 : Port 1000-3000 +  Aire de repos de la Baie de Seine (dans les deux sens)
- Pont sur le Grand Canal du Havre à 1 410 m.
  -    La route nationale RN 1029 devient l'autoroute A29. Limitation à 110 km/h.
- 5 Port 4000-6000 à 25 km : Port 4000-6000, Centre Routier

Section concédée à SANEF Paris Normandie et payante.
- Pont sur  le canal de Tancarville
- Échangeur entre A131 et A29 à 27 km : Pont de Tancarville, Paris, Rouen - sud (A13), Le Havre - centre,  Car Ferries, Port 3000-4000
- Viaduc de Rogerville
- 6 Saint-Romain-de-Colbosc à 35 km (à système ouvert sur sortie depuis et vers A13) : Saint-Romain-de-Colbosc, Étretat, Montivilliers, Le Havre - Ville-Haute
- Péage de Saint-Romain-de-Colbosc (à système fermé)
  -  Après le péage.
- 7 Bolbec à 44 km : Fécamp, Bolbec, Lillebonne, Étretat, Pont de Tancarville
  -  Aire de service de Bolleville (dans les deux sens)
- 8 Fécamp à 61 km : Fécamp, Yvetot, Cany-Barville, Pont de Brotonne
  -  Aire de repos d'Écretteville-lès-Baons (dans les deux sens)
- Échangeur entre A150 et A29 (Croix de Mare) à 75 km (depuis et vers A13) : Rouen - nord, Barentin, Pavilly, Yvetot
  -   Limitation à 110 km/h.
  -  Limitation à 130 km/h.
- 9 Yerville à 77 km : Yvetot, Cany-Barville, Saint-Valery-en-Caux
  -  Aire de repos de Saint-Martin-aux-Arbres (dans les deux sens)
- Échangeur entre A151 et A29 à 94 km : Rouen - nord (A150), Dieppe
- Péage de Cottévrard (à système fermé)
  -  Limitation à 110 km/h.
- 10 Saint-Saëns à 109 km (depuis et vers A13, demi-échangeur) : Saint-Saëns
- Échangeur entre A28 et A29 à 110 km : Rouen

Début du tronc commun avec l'A28

Section non-concédée gérée par la DIR Nord-Ouest et gratuite.
- 11 Saint-Saëns - Le Pucheuil (sortie de l'A28) à 66 km : Le Havre, Fécamp, Tôtes, Saint-Saëns
  -  Aires de service de Bosc-Mesnil (sens Le Havre-Saint Quentin),  de Maucomble (sens Saint Quentin-Le Havre)
- 10 Les Hayons (sortie de l'A28) : Dieppe, Forges-les-Eaux, Saint-Saëns
- 9 Le Four Rouge (sortie de l'A28) : Neufchâtel-en-Bray - sud, Neufchâtel-en-Bray - centre
- 8 Portes du Pays de Bray (sortie de l'A28) (depuis et vers A13) : Amiens par RD, Neufchâtel-en-Bray - nord
- Échangeur entre A28 et A29 : Calais (A16), Boulogne-sur-Mer, Abbeville

Fin du tronc commun
- 130 km/h, 2x2 voies. Après l'échangeur.

Section concédée à SANEF et payante. (sauf les sorties 31 à 51)
- 11 Neufchâtel - nord à 134 km (demi-échangeur, depuis et vers Saint-Quentin) : Neufchâtel-en-Bray, Mortemer
- 12 Aumale à 147 km (à système ouvert sur sortie, depuis et vers A13) : Eu-Le Tréport, Aumale, Formerie, Blangy-sur-Bresle, Grandvilliers
  -  Aires de repos du Moulin-de-Pierre (sens  Le Havre-Saint Quentin),  de la Mare-du-Bois (sens Saint Quentin-Le Havre)
- Péage d'Aumale (à système fermé)

Passage du département de la Seine-Maritime à celui du département de la Somme.
Passage de la région de Normandie à celui de la région des Hauts-de-France.
- Viaduc sur  la Bresle.
- 13 Poix-de-Picardie à 169 km : Poix-de-Picardie, Grandvilliers, Airaines +  Aire de service de Croixrault (dans les deux sens)
- Échangeur entre A16 Nord et A29 à 189 km : Calais, Abbeville, Amiens - centre, Amiens - ouest, Amiens - nord

Début du tronc commun avec l'A16
- 18 Salouël (RD 1029) (sortie de l'A16) : Salouël, C.H.U Amiens-Picardie
- Échangeur entre A16 Sud et A29 : Beauvais, Cergy-Pontoise, Paris - ouest

Fin du tronc commmun

Début de la rocade sud d'Amiens
- -  Avant le péage.
- Péage de Dury (à système fermé)
  -  Limitation à 110 km/h.
- 31 Amiens - sud à 196 km : Amiens - centre, Dury, Centre Commercial, RD 1001
- 32 Amiens - Henriville à 199 km : Amiens, Saint-Fuscien, Ailly-sur-Noye
- 33 Cagny à 202 km : Cagny, Boves
- Viaduc sur  l'Avre.
- Échangeur entre RN 25 et A29 à 204 km (Rocade d'Amiens) : Longueau, Amiens - nord, Saint-Quentin (RD 1029)

Fin de la rocade sud d'Amiens
- -  Avant péage.
- 51 Pôle Jules Verne : Roye par RD, Longueau, Boves
- Péage de Jules-Verne (à système fermé)
  -  Limitation à 130 km/h.
- 52 Villiers-Bretonneux : Corbie, Villers-Bretonneux, Moreuil +  Aire de repos de Villers-Bretonneux (dans les deux sens)
- Échangeur entre A1 et A29 +  53 Gare TGV à 238 km :
  - A1 : Lille, Calais (A26), Bruxelles (A2), Péronne, Paris - centre
  -  53 :  Gare TGV Haute-Picardie
- 54 Athies à 249 km : Athies, Ham, Péronne +  Aire de repos d'Athies (dans les deux sens)

Passage du département de la Somme à celui du département de l'Aisne.
- Échangeur entre A26 et A29 à 268 km : Calais, Lille (A1), Cambrai, Saint-Quentin, Lyon (A5), Metz-Nancy (A4), Reims

## Lieux sensibles
(uniquement les lieux à bouchons et les pentes dangereuses)

## Galerie

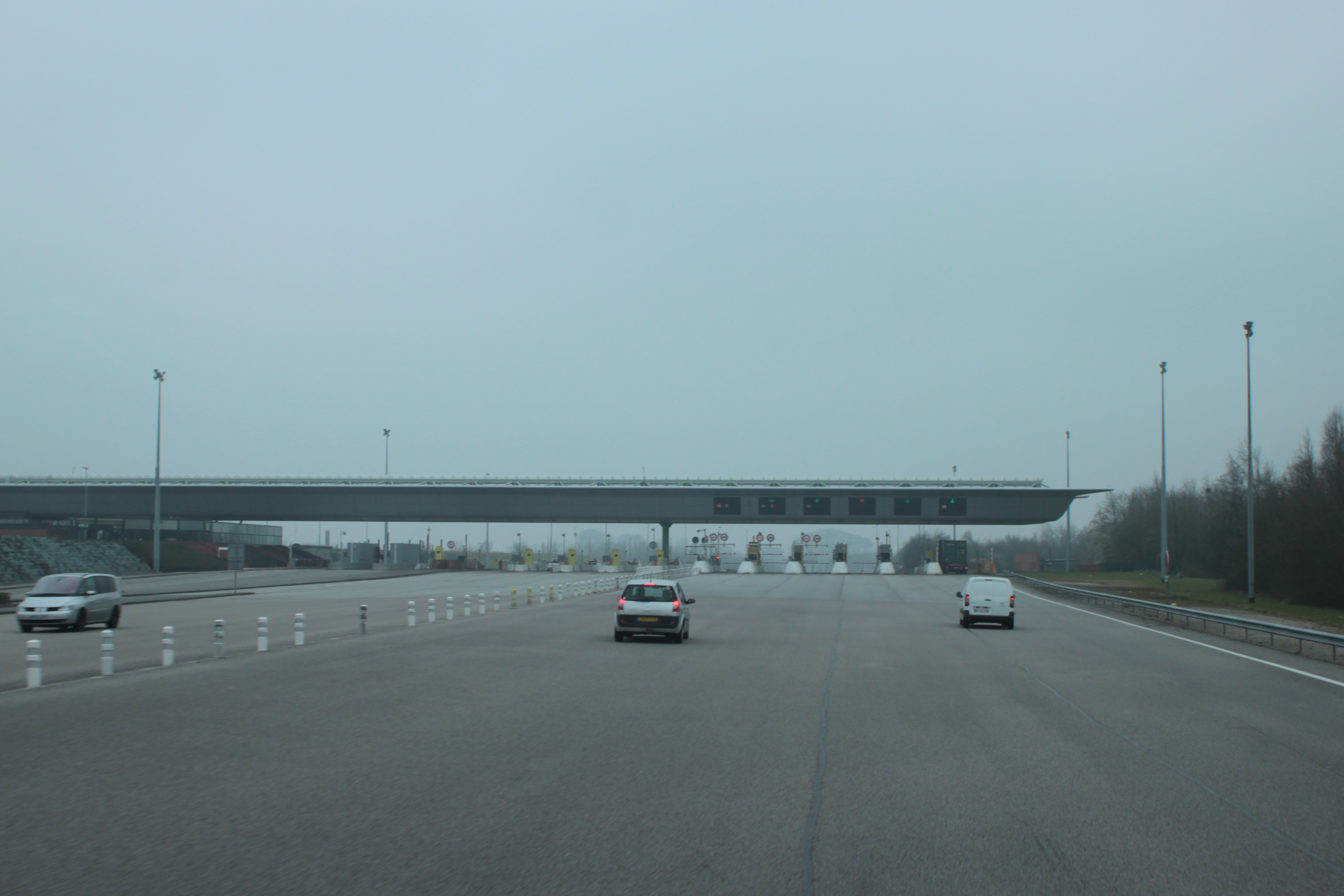
Gare de péage de Saint-Romain-de-Colbosc, sur la commune d'Épretot.
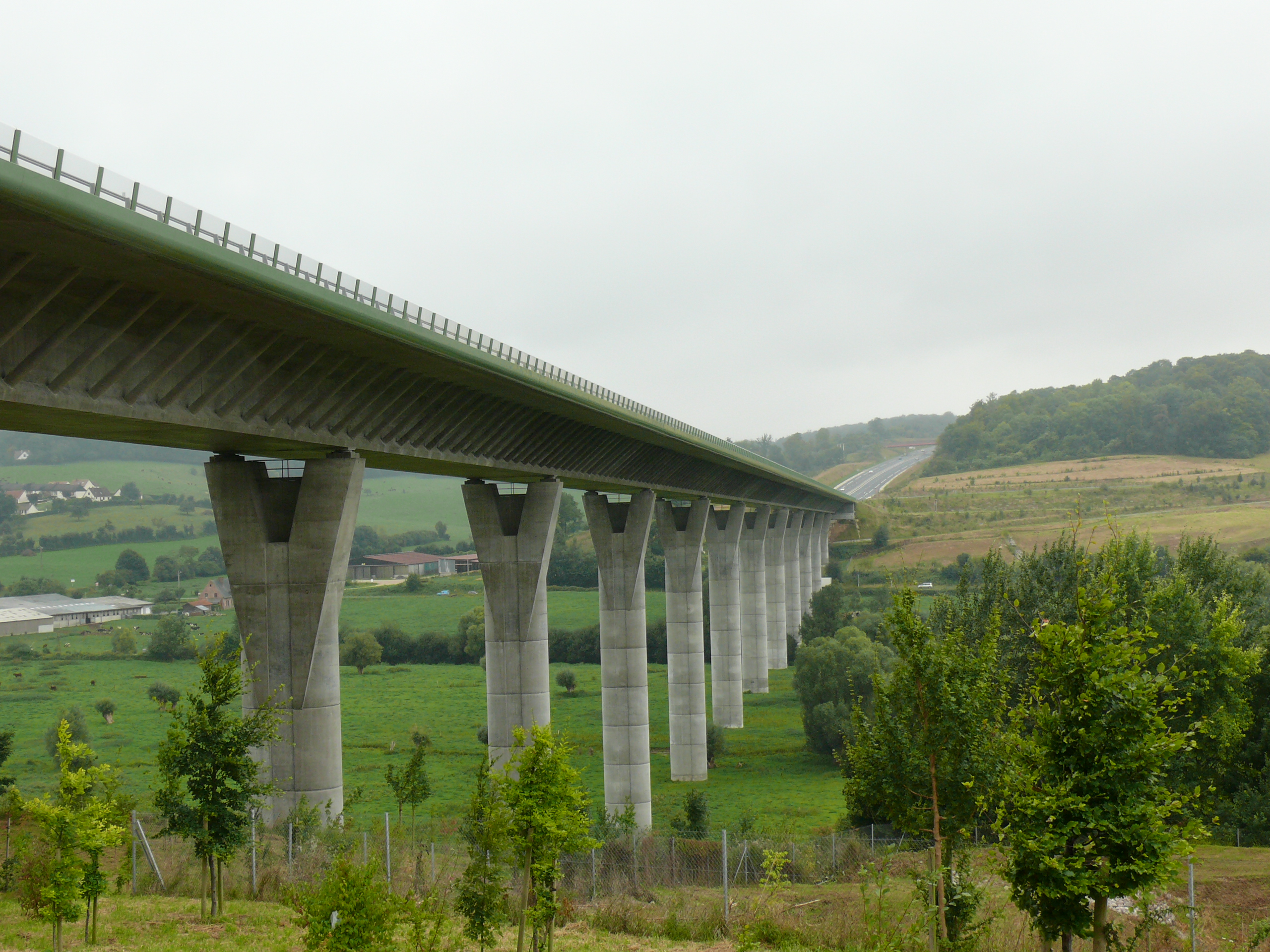
Le viaduc de la Bresle à Aumale, long de 755 m et haut de 40 m, construit en 2002-2004 en béton précontraint et conçu par Michel Placidi et Charles Lavigne[1].
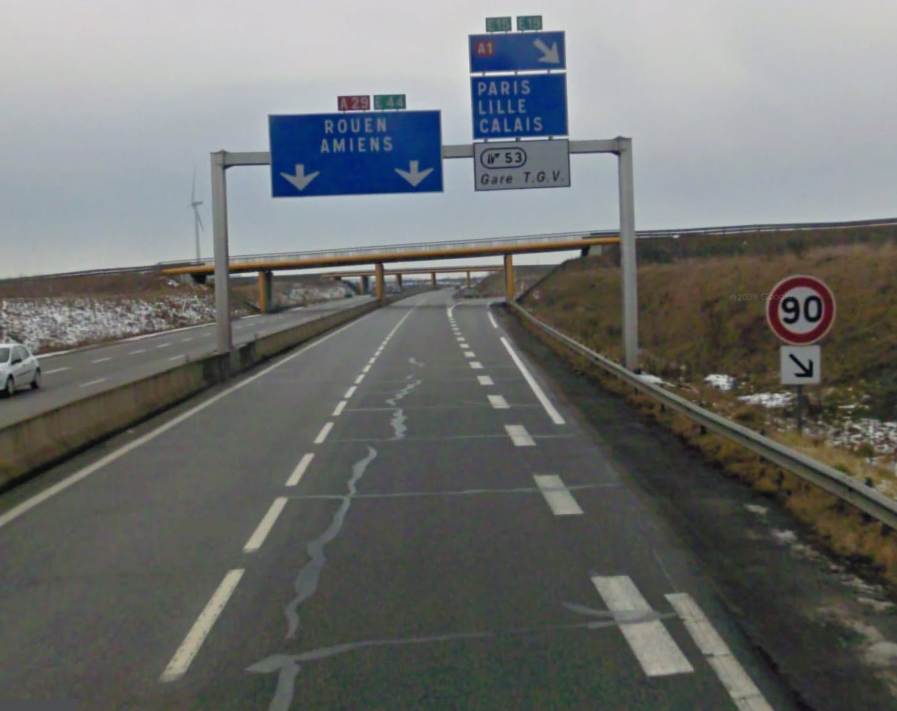
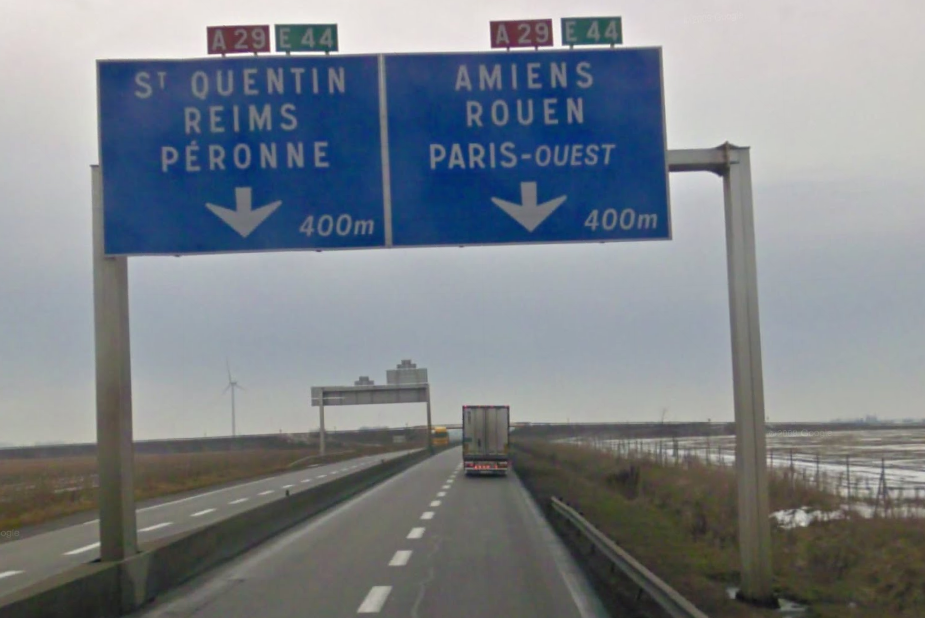
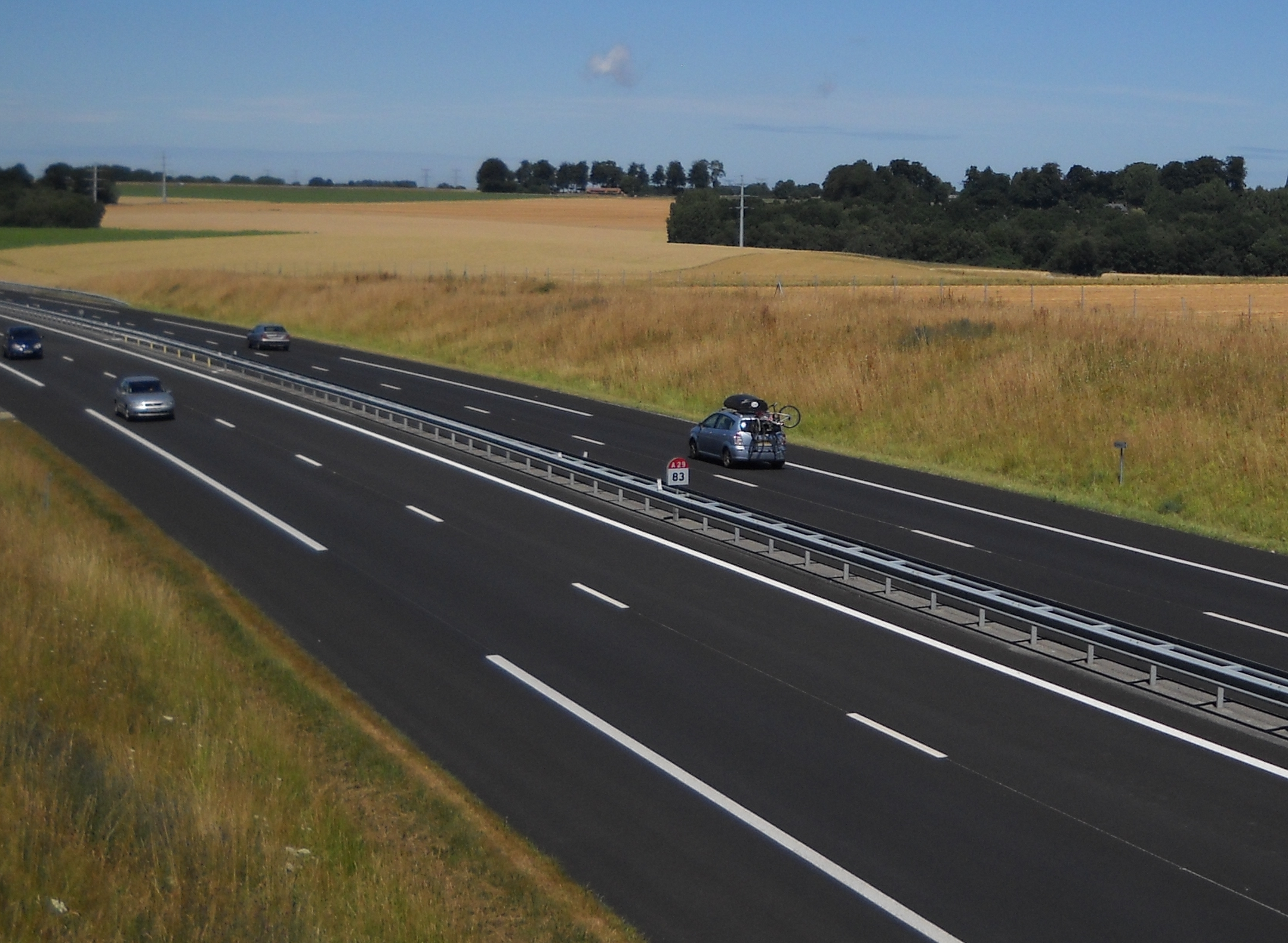
L'A29 dans le Pays de Caux.